# Петров, Валентин Павлович
Валентин Павлович Петров (5 октября 1924 — 17 марта 2018) — генерал-майор медицинской службы, преподаватель ВМедА им. С. М. Кирова (1955—1976), главный хирург в 3-м Центральном военно-клиническом госпитале имени А. А. Вишневского, профессор, Заслуженный деятель науки РФ, член специализированных советов ряда институтов, заместитель председателя хирургического общества Москвы и Московской области.

## Биография
Родился 5 октября 1924 года в городе Сасово Рязанской области. В 1947 окончил Военно-морскую медицинскую академию и был назначен врачом войсковой части.
С 1949 по 1953 год — старший ординатор хирургического отделения госпиталя № 126 Северного флота.
С 1953 по 1955 год учился на факультете усовершенствования врачей ВМедА им. С. М. Кирова на кафедре госпитальной хирургии под руководством видного ученого И. Д. Житнюка. Был оставлен при кафедре на должности старшего ординатора, затем занял должность помощника начальника кафедры по клинике.
В 1957 году защитил диссертацию на соискание ученой степени кандидата медицинских наук на тему: «Об удлинении сроков первичной хирургической обработки ран мягких тканей», был переведён на должность преподавателя.
В 1972 году защитил докторскую диссертацию на тему: «Пути снижения осложнений и летальности при раке прямой и сигмовидной кишки», переведён на должность старшего преподавателя.
В 1976 году назначен главным хирургом 3 ЦВКГ им. А. А. Вишневского. При его непосредственном участии в госпитале расширяется материальная база хирургической службы, ряд отделений расширены до специализированных центров. На базе отделения сердечно-сосудистой хирургии создан центр сердечно-сосудистой хирургии.
Под его руководством в практику были внедрены многие современные хирургические технологии, в том числе лазерные хирургические установки, рентгенэндоваскулярная хирургия, сшивающие аппараты нового поколения при операциях на органах желудочно-кишечного тракта, эндоскопическая хирургия, микрохирургические операции.
С 1992 года в отставке по возрасту, но продолжал работать в госпитале до 2007 года.

## Научные труды
В процессе своей практической и научной деятельности он опубликовал более 300 научных работ, из них 6 монографий. Под его руководством защищено 6 докторских и 10 кандидатских диссертаций.
Уже в начале хирургической деятельности Валентин Павлович разрабатывает различные вопросы хирургии рака и других заболеваний толстой кишки. Основная направленность работ по этой проблеме состоит в развитии сфинктеросохраняющих операций, в частности, чресбрюшной резекции прямой кишки, снижении послеоперационных осложнений и летальности и хирургическая тактика при осложненном раке толстой кишки. Этому вопросу посвящена, написанная в соавторстве, монография «Осложненный рак толстой кишки».
На страницах журнала «Вопросы онкологии» в 1981 году проведена дискуссия о названиях радикальных операций на прямой кишке, в результате чего был принят термин «чресбрюшная резекция». По его инициативе в 1989 году была проведена Всеармейская конференция по проктологии, которая способствовала организации проктологической службы в военно-медицинских учреждениях.

## Награды и признание
За активную научную и производственную деятельность в 1999 году ему присвоено почетное звание «Заслуженный деятель науки Российской Федерации». За высокие заслуги перед нашей Родиной он награждён орденом Трудового Красного Знамени, двумя орденами Красной Звезды, Отечественной войны, и 23 медалями.
Почетный член Общества хирургов Москвы и Московской области, Московского научного онкологического общества, хирургического общества Пирогова, почетный профессор Ассоциации врачей-проктологов России.
5 октября 2014 года в связи с 90 лет со дня рождения и 65 лет хирургической деятельности В.П.Петрова, Российским Обществом Хирургов была проведена Конференция «Хирургия — искусство или технологии, творчество или стандартизация».